# 瘤衣属
瘤衣属（学名：Catolechia）为地图衣科的一个属。

## 下属物种
本属包括以下物种：
- 袖珍瘤衣 Catolechia wahlenbergii (Ach.) Körb.